# 藤沢空襲
藤沢空襲（ふじさわくうしゅう）は、太平洋戦争末期の1945年（昭和20年）にアメリカ軍により行われた神奈川県藤沢市に対する空襲である。藤沢は鎌倉市や小田原市と同様に地域一帯を焼き払う絨毯爆撃を受けることはなかったが、県内や関東地方の都市に対する空襲の余波や艦載機やP-51 マスタングによる数度の攻撃を受けた。同年8月28日付けの『朝日新聞』の報道によると、県の発表では藤沢市内の人的被害は死者21人、重傷16人、軽傷23人。建物被害は全焼8戸、半焼2戸、全壊12戸、半壊12戸としている。

## 経緯

### 2月の空襲
2月10日23時10分、アメリカ軍のB-29爆撃機1機が、相模湾より侵入し高座郡御所見村の山林および畑地に焼夷弾数発を投下したが被害はなかった。なお、同日午後には群馬県新田郡太田町の中島飛行機太田製作所に対する空襲が行われており一部は浜松や名古屋方面へ向かった。
2月16日、硫黄島の戦いを間近に控えたアメリカ海軍第5艦隊第38任務部隊のマーク・ミッチャー中将は、同作戦の牽制のため指揮下の空母機動部隊を日本近海へ進めると、早朝から数波にわたって艦載機を発艦させて関東地方及び静岡県の軍事施設を攻撃した。藤沢上空には艦載機273機が飛来したが、被害状況は定かでない。
2月17日、前日に続きミッチャー中将は6時45分から艦載機を発艦させ、8波にわたって関東地方や東海地方の軍事施設や軍需工場を攻撃した。藤沢上空には艦載機320機が飛来したが、『日本列島空襲戦災誌』は被害状況について、茅ヶ崎や藤沢一帯の工場が銃撃を受け負傷者数名と記している。

### 4月から5月の空襲

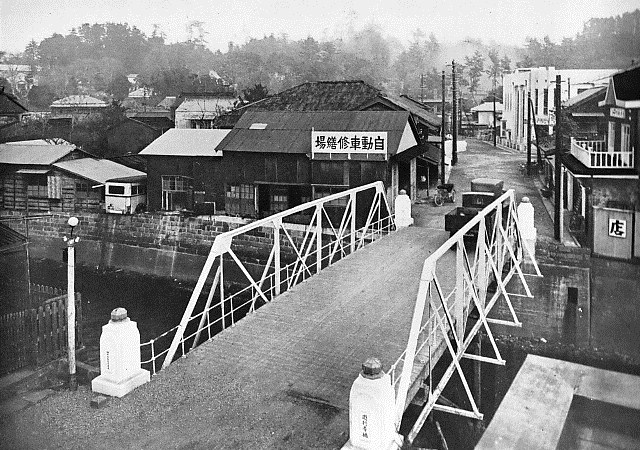
1933年当時の藤沢市

4月2日、B-29約50機が来襲し東京都西部、神奈川県、埼玉県、栃木県方面に侵入し工業地帯に時限爆弾を投下した。『藤沢市史』は60機が辻堂地区上空に侵入、『日本列島空襲戦災誌』は辻堂に爆弾1発が投下され1軒が全壊したと記している。
5月17日、12時45分頃から2機のB-29に先導されたP-51 マスタング約40機が相模湾から神奈川県内に侵入し主に厚木海軍飛行場や藤沢海軍飛行場を攻撃後、13時過ぎに房総半島方面へ離脱した。『日本列島空襲戦災誌』は日本側に大きな被害はなかったが、藤沢上空でアメリカ軍のP-51 1機が撃墜されたと記している。
5月24日、1時30分頃からB-29 約250機が京浜地区に侵入し、東京都心部、神奈川県横浜市や川崎市に焼夷弾攻撃を敢行した。翌5月25日、正午頃からB-29に先導されたP-51 約30機が小田原や平塚方面を攻撃、22時23分頃からB-29 約250機が京浜地区に侵入し東京都心部を攻撃した。『藤沢市史』は両日間に藤沢警察署の所轄内で焼夷弾360発が投下され33戸が全焼、99人が被災したと記している。
5月29日、9時30分頃からB-29 約500機とP-51 約100機が横浜市および川崎市と東京都の一部に侵入し、約1時間半にわたり焼夷弾攻撃を敢行した（横浜大空襲）。『藤沢市史』はこの空襲の際に藤沢警察署の所轄内で1名が死亡したと記している。

### 7月から8月の空襲
7月30日、5時20分頃からアメリカ海軍第3艦隊第38任務部隊とイギリス海軍第37任務部隊は、艦載機約700機を発艦させて駿河湾方面から日本本土に侵入し関東地方および東海地方の軍事施設を攻撃した。藤沢周辺では国鉄辻堂駅の北側にあった住友特殊製鋼辻堂工場が8時10分頃から30分間にわたり艦載機約20機による攻撃を受け、爆撃や機銃掃射が加えられた。この攻撃の際、爆弾の一つが工場の中央部に着弾し、退避行動中の従業員4名が即死し、1名が重傷を負ったが翌7月31日に死亡した。工場施設では熱錬工場の焼鈍炉2基、焼入工場の油槽2基や旋盤3台が損傷し、生産を停止した。同社は航空機や船舶用バネやロールを取り扱う会社だったが、戦時中は海軍管理工場の指定を受け航空機用の各種型用鋼（ダイブロック）を生産していた。
8月13日、5時30分頃から17時30分頃にかけて関東方面に艦載機約800機が侵入し飛行場、交通機関、軍需工場を攻撃。藤沢周辺では住友特殊製鋼が数機の艦載機による攻撃を受けたが、被害はなかった。